# Bermudische Davis-Cup-Mannschaft
Die bermudische Davis-Cup-Mannschaft ist die Herren-Tennisnationalmannschaft von Bermuda. 

## Geschichte
Zwischen 1995 und 2010 nahm Bermuda am Davis Cup teil. Dabei kam die Mannschaft jedoch nie über die Amerika Gruppenzone III hinaus. Erfolgreichster Spieler ist Jenson Bascome mit insgesamt 24 Siegen, mit 42 Teilnahmen ist James Collieson Rekordspieler.